# Rockford (Alabama)
 Rockford, Alabama és una població dels Estats Units a l'estat d'Alabama. Segons el cens del 2000 tenia 428 habitants.

## Demografia
Segons el cens del 2000, Rockford tenia 428 habitants, 189 habitatges, i 113 famílies La densitat de població era de 50,1 habitants/km².
Dels 189 habitatges en un 32,8% hi vivien nens de menys de 18 anys, en un 34,9% hi vivien parelles casades, en un 19% dones solteres, i en un 40,2% no eren unitats familiars. En el 38,6% dels habitatges hi vivien persones soles el 22,8% de les quals corresponia a persones de 65 anys o més que vivien soles. El nombre mitjà de persones vivint en cada habitatge era de 2,13 i el nombre mitjà de persones que vivien en cada família era de 2,81.
Per edats la població es repartia de la següent manera: un 24,5% tenia menys de 18 anys, un 7,7% entre 18 i 24, un 29% entre 25 i 44, un 18,5% de 45 a 60 i un 20,3% 65 anys o més.
L'edat mediana era de 39 anys. Per cada 100 dones hi havia 91,9 homes. Per cada 100 dones de 18 o més anys hi havia 84,6 homes.
La renda mediana per habitatge era de 20.000 $ i la renda mediana per família de 32.125 $. Els homes tenien una renda mediana de 30.000 $ mentre que les dones 17.031 $. La renda per capita de la població era de 13.350 $. Aproximadament el 24,3% de les famílies i el 24,5% de la població estaven per davall del llindar de pobresa.

## Poblacions properes
El següent diagrama mostra les poblacions més properes.